# Kelly Slater's Pro Surfer
Kelly Slater's Pro Surfer, även känt som Kelly Slater Pro Surfer 2003 i Japan, är ett surfingspel som släpptes till Xbox, Playstation 2, Gamecube, Game Boy Advance och till Mobila enheter under 2002. Under 2003 släpptes spelet även till Microsoft Windows och Macintosh.

## Spelbara surfare
- Agustín Aguirre
- Bruce Irons
- Donavon Frankenreiter
- Kalani Robb
- Kelly Slater
- Lisa Andersen
- Matías Olivera
- Nathan Fletcher
- Rob Machado
- Tom Carrol
- Tom Curren

Upplåsbara surfare
- Surfreak
- Tiki God
- Tony Hawk
- Travis Pastrana

## Stränder
I spelets karriärläge kan man surfa inom följande platser:
- Wave House Tutorial
- Antarktis
- Bells
- Cortes Bank
- Currens Point
- G-Land
- Jaws
- J-Bay
- Kirra
- Mavericks
- Mundaka
- Pipeline
- Sebastian
- Teahupoo
- Trestles